# Thioperoxid vodíku
Thioperoxid vodíku, také nazývaný oxadisulfan nebo sulfanol, je anorganická sloučenina se vzorcem HSOH. Jeho vzorec se odvozuje od peroxidu vodíku (HOOH) náhradou jednoho kyslíkového atomu atomem síry. Jedná se o „přechodnou sloučeninu“ mezi peroxidem vodíku a disulfanem (HSSH), méně stabilní než obě tyto látky; také jde o anorganickou a základní sulfenovou kyselinu (RSOH). Síra má v této molekule oxidační číslo 0.

## Vznik
Thioperoxid se připravuje fotolýzou směsi ozonu a sulfanu v argonové matrici při 8 K nebo pyrolýzou di-terc-butylsulfoxidu.
Další možností je elektrický výboj ve směsi vody a síry.
V mezihvězdném prostředí se thioperoxid vodíku může tvořit reakcí oxidu sirnatého s trivodíkovým kationtem, divodíkem a elektronem, případně reakcí oxidu sirnatého s  vodíkem za tvorby HOS a HSO, na které se může navázat další vodík; druhá z těchto reakcí ale vyžaduje přítomnost zrnek prachu.

## Vlastnosti
Molekula thioperoxidu vodíku je nesymetrická, ale bariéra k přeměně z jedné formy na druhou je nízká.
Délky vazeb v této sloučenině jsou 134,20 pm u H–S, 166,16 pm u S–O, a 96,06 pm u O–H. Velikosti vazebných úhlů činí 98,57° (H–S–O) a 107,19° (S–O–H). Vazby H–S a O–H jsou navzájem pootočené o 90,41°.

## Reakce
Dvě molekuly thioperoxidu vodíku se mohou cyklizovat za vzniku kyseliny sulfinothiové (HS(=O)SH) a vody.
Hydrogensulfidový anion (HS−) reaguje s HSOH za vzniku disulfanu, HSSH.